# Mychajło Staruch
Mychajło Staruch (ur. 1806, zm. w marcu 1876) – ukraiński działacz społeczny, poseł do Sejmu Krajowego Galicji I kadencji (1861–1867), włościanin z Bereżnicy Wyżnej (powiat Baligród).
Przez wiele lat był wójtem Bereżnicy Wyżnej. Wchodził w skład Rady Powiatowej w Lesku. Wybrany w IV kurii obwodu Sanok, w okręgu wyborczym nr 25 Lesko-Baligród-Lutowiska. Dwukrotnie żonaty z pierwszą żoną Kateryna Wojtanowską miał trzynaścioro dzieci, z drugą Teodozją Manzak ożenił się ok. 1866. Jego synowie Antin i Tymotej również byli posłami Sejmu, a wnuk Jarosław – członkiem Ukraińskiej Głównej Rady Wyzwoleńczej.

## Literatura
- Stanisław Grodziski, Sejm Krajowy Galicyjski 1861–1914, Wydawnictwo Sejmowe, Warszawa 1993, ISBN 83-7059-052-7.
- Wykaz Członków Sejmu krajowego królestwa Galicyi i Lodomeryi, tudzież wielkiego xięstwa Krakowskiego 1863, Lwów 1863.